# Малиновка (Назаровский район)
Малиновка — деревня в Назаровском районе Красноярского края России. Входит в состав Сахаптинского сельсовета.

## География
Деревня расположена в 49 км к югу от райцентра Назарово.

## Население
| 2010 |
| ---- |
| 3    |

Гендерный состав
По данным Всероссийской переписи населения 2010 года 2 мужчины и 1 женщина из 3 чел.